# سهره بلدرچینی
سهره بلدرچینی (نام علمی: Ortygospiza atricollis)، یک گونه از سهرگان ریز است که در مراتع باز در آفریقا یافت می‌شود. آنها دانه‌خواران متشخصی با نوک‌های کوتاه، کلفت و قرمز هستند. آنها بسیار زمینی هستند، با پاها و چنگال‌های شبیه چکاوک.

## رده‌بندی
پیش از این، سه گونه شناخته شده بود، اما اکنون سه زیرگونه در نظر گرفته می‌شوند:
- سهره بلدرچینی چانه‌سیاه، Ortygospiza atricollis gabonensis
- سهره بلدرچینی آفریقایی، Ortygospiza atricollis fuscocrissa
- سهره بلدرچینی رخ‌سیاه، Ortygospiza atricollis atricollis

سهره ملخی، Paludipasser locustella، توسط برخی از آرایه‌شناسان عضوی از این سرده است.